# Les Petites-Armoises
Les Petites-Armoises ist eine französische Gemeinde mit 59 Einwohnern (Stand 1. Januar 2022) im Département Ardennes in der Region Grand Est (vor 2016 Champagne-Ardenne). Sie gehört zum Arrondissement Vouziers, zum Kanton Vouziers und zum Gemeindeverband Argonne Ardennaise.

## Geografie
Die Gemeinde Les Petites-Armoises liegt am Fluss Bar, 20 Kilometer nordöstlich von Vouziers. Umgeben wird Les Petites-Armoises von den Nachbargemeinden Tannay-le-Mont-Dieu im Norden, Sy im Osten, Brieulles-sur-Bar im Südosten, Belleville-et-Châtillon-sur-Bar im Südwesten sowie Le Chesne im Westen.

## Bevölkerungsentwicklung
| Jahr                       | 1962 | 1968 | 1975 | 1982 | 1990 | 1999 | 2005 | 2019 |
| Einwohner                  | 86   | 91   | 80   | 67   | 66   | 58   | 62   | 61   |
| Quellen: Cassini und INSEE |      |      |      |      |      |      |      |      |

## Sehenswürdigkeiten

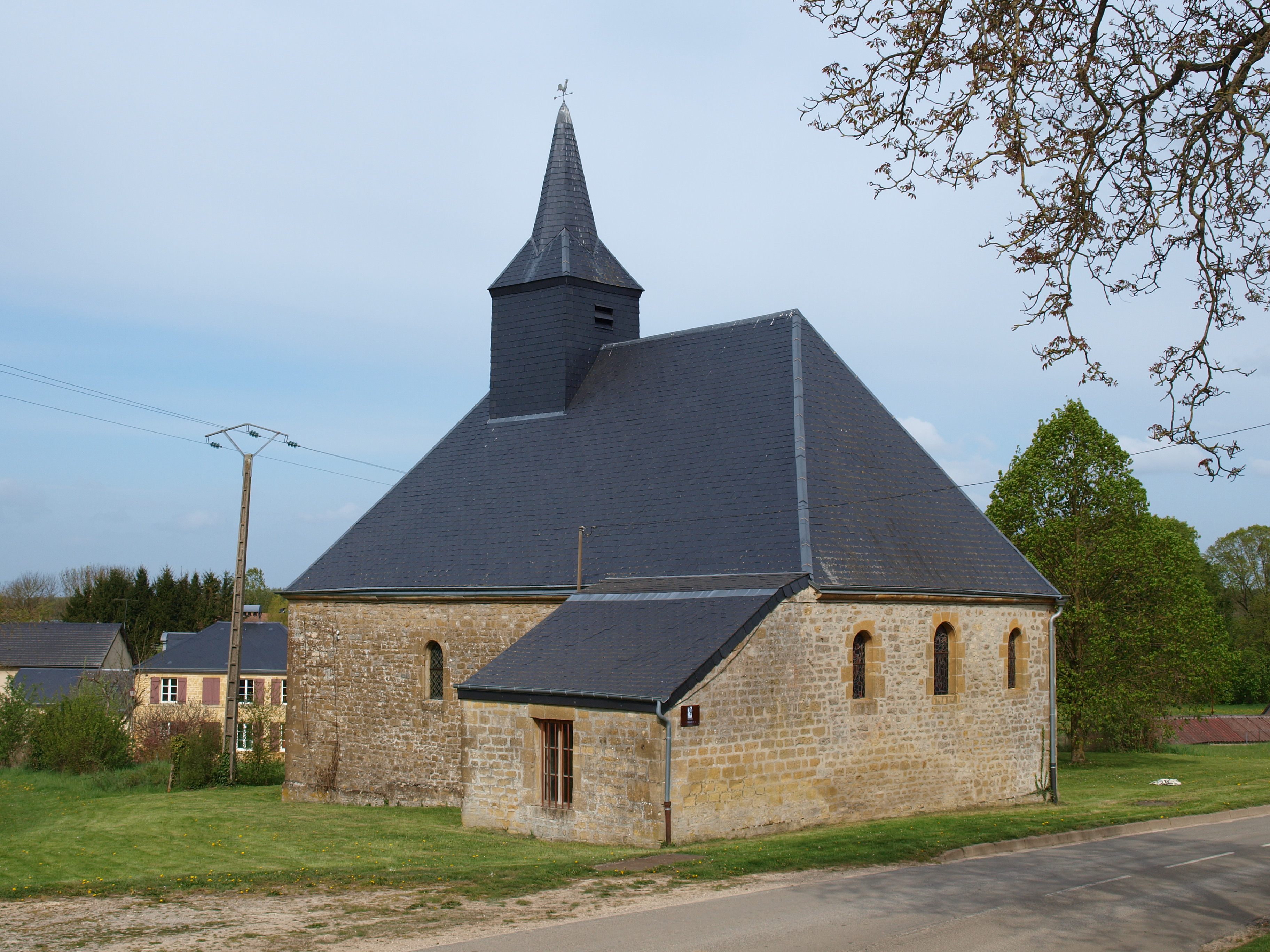
Kirche Saint-Remi

- Kirche Saint-Remi